# Tritoniopsis pulchella
Tritoniopsis pulchella là một loài thực vật có hoa trong họ Diên vĩ. Loài này được G.J.Lewis miêu tả khoa học đầu tiên năm 1959.